# Deltocyathus ornatus
Deltocyathus ornatus is een rifkoralensoort uit de familie van de Deltocyathidae. De wetenschappelijke naam van de soort is voor het eerst geldig gepubliceerd in 1899 door Gardiner.